# ملوکسیکام
مِلوکسیکام (به انگلیسی: Meloxicam) یک داروی ضدالتهابِ غیراستروئیدی (NSAID) است. این دارو به صورت قرص‌های ۷٫۵ و ۱۵ میلی‌گرمی ارائه می‌شود. اثر این دارو ۳۰ تا ۶۰ دقیقه پس از مصرف آغاز می‌شود.

## موارد مصرف
ملوکسیکام در درمان علائم بیماری‌های روماتیسم، پوکی استخوان، اسپوندیلیت انکیلوزان مورد استفاده قرار می‌گیرد.

## مکانیسم اثر
ملوکسیکام از طریق مهار تولید ترکیبات شیمیایی که موجب درد و التهاب بدن می‌شوند عمل می‌کند. التهاب به علل مختلفی می‌تواند در مفصل، تاندون، عضله یا بافت‌های دیگر بدن به‌وجود آمده و موجب تورم و درد می‌شود. مِلوکسیکام مانند دیگر داروهای ضد التهابی غیر استروئیدی آنزیم سیکلواکسیژناز cyclooxygenase را مهار کرده و مانع فعالیت آن می‌شود. این آنزیم مسئول ساخت پروستاگلاندین‌ها prostaglandins هستند و پروستاگلاندین‌ها مواد شیمیایی در بدن هستند که موجب التهاب می‌شوند. داروهای ضد التهابی غیر استروئیدی از جمله ملوکسیکام با مهار این آنزیم موجب کاهش التهاب و علائم ناشی از آن مثل درد می‌شوند.

## مقدار مصرف
مقدار مصرف ملوکسیکام معمولاً یک قرص ۷٫۵ میلیگرمی در روز است ولی تحت نظر پزشک می‌توان استفاده از آن را تا ۱۵ میلیگرم در روز هم رساند. این دارو را می‌توان در دمای اتاق و هوای خشک نگهداری کرد.

## احتیاط
ملوکسیکام می‌تواند با داروهای کاپتوپریل و لازیکس (فورزماید) تداخل اثر کرده و با کاهش اثر آن‌ها موجب افزایش فشار خون شود. بیماران مبتلا به آسم یا دارای حساسیت به آسپرین یا دیگر داروهای ضد التهابی غیر استروئیدی نباید از این دارو استفاده کنند. خطر مرگ و همچنین مصرف همزمان ملوکسیکام با داروهای رقیق‌کننده خون مانند وارفارین باید با احتیاط و با نظر پزشک باشد. از مصرف ملوکسیکام در سه‌ماهه اول و دوم بارداری باید اجتناب کرد.
توجه: پیش از تجویز ملوکسیکام در صورتی که هرگونه داروی مسکن و آنتی هیستامین مصرف می‌کنید به پزشک خود اطلاع دهید. ملوکسیکام با داروهایی مانند آسپرین، ایبوپروفن، ناپروکسن و داروهای مشابه تداخل شدید دارد.